# Inferno (personaje)
Inferno (Dante Pertuz) es un personaje ficticio que aparece en los cómics estadounidenses publicados por Marvel Comics. Creado por Charles Soule y Joe Madureira, el personaje apareció por primera vez en Inhuman #1 (junio de 2014).

## Historial de publicaciones
Pertuz fue creado por el escritor Charles Soule y el artista Joe Madureira como el protagonista del cómic de los Inhumanos, Inhumano. Hizo su debut en el primer número de la historieta, que se incluyó como una característica de respaldo de The Amazing Spider-Man vol. 2 # 1. En el contexto de la serie, Pertuz aparece retratado ya sea a finales de su adolescencia o a principios de sus veinte, y es de ascendencia inhumana. Sus poderes se activan cuando el químico conocido como Niebla Terrigen se propaga por todo el mundo a raíz de la historia de Inhumanity. Pertuz aparecería en la mayoría de los números del cómic inhumano, y aparecerá en la serie Uncanny Inhumans, una vista previa de la cual se presentó como copia de seguridad para el cómic del Día del cómic gratuito de Marvel, All-New, All-Different Avengers.
Desde su debut, Marvel ha empujado a Pertuz como un personaje clave en su universo, generalmente para representar su línea de cómics Inhumanos. Fue incluido en la obra de arte promocional " Avengers NOW! ", Donde estuvo al lado de personajes icónicos como Iron Man y el nuevo Thor y el Capitán América. También estuvo al lado de Medusa como representación inhumana en el primer número de la historia principal de crossover, "Secret Wars". Apareció en imágenes promocionales para la línea de cómics All-New, All-Different Marvel.

## Biografía del personaje ficticio
Viviendo en Des Plaines, Illinois, Dante Pertuz era un baterista de una banda de boda para apoyar a su hermana Gabriella, embarazada y madre enferma. Un día durante la historia de la inhumanidad, la Niebla Terrigena (un producto químico utilizado para activar las capacidades de los Inhumanos) voló por su vecindario después de la detonación de la bomba Terrigena por parte de Rayo Negro durante su pelea con Thanos en la historia de Infinity. Dante, sin saberlo, una parte de la descendencia Inhumana, se sometió a Terrigenesis, al igual que su madre, su hermana se salvó debido a no heredar el gen. Su madre murió durante el proceso. Durante todo esto, un inhumano llamado Lash apareció, que creían que sólo una cierta pocos debe ser elegido para la transformación. Él intenta matar a la familia, pero Dante emerge con nuevos poderes basados en la llama, y combate a pestañas. Hacia el final de la pelea, la reina Medusa viene a él, ayudándole, hasta que huye de Lash. Se hace amiga de Dante, él que es el primer Nuhumano (personas de ascendencia humana y tanto Inhumanos) para unirse a la sociedad Inhumana.
A medida que pasan los meses en adelante, Dante (cuya hermana había sugerido su nombre de Inhumanos, Inferno) y su hermana se mueven en Attilan, ya que miles de NuHumanos se revelan en todo el mundo, con la Niebla Terrigena en difusión alrededor de la Tierra, muchos de ellos se mueven a Attilan ahora que Medusa ha anunciado públicamente que Attilan será una nación independiente y refugio a todos los Inhumanos y NuHumans. Dante entrena como un soldado con el pretexto de Gorgon, y se hace amigo compañero de NuHumans, Flint, Naja y Kamala Khan (la nueva Ms. Marvel). Pertuz es una de las principales fuerzas en la protección de Attilan de varios de los enemigos de los inhumanos, y es reclutado para encontrar al rey de los Inhumanos, Rayo Negro. Finalmente, Lineage, el asesor de Medusa, traiciona a los Inhumanos como se revela ser un aliado de Lash. Como Lineage utiliza un códice del ADN humano e Inhumano para hacer que los seres humanos de Jersey City para convertirse en trastornado, Pertuz y sus amigos ayudan a Ms. Marvel en el sometimiento de la gente de la ciudad hasta que Lineage es asesinado por Karnak. La batalla termina, mientras que su hermana Gabriella estaba en el parto. Dante va a con Gabriella como nace su hijo. Dante consuela a su sobrino que ha heredado el gen Inhumano.
No mucho tiempo después, durante la historia de Secret Wars, la Tierra-616 se enfrenta a su fin inminente, ya que se enfrenta a una incursión con la Tierra-1610. Pertuz está allí para la batalla final del universo contra los niños del mañana junto a los principales superhéroes del mundo. Sin embargo, el universo cumple con su extremo como el mundo se desvanece en el olvido, causándole la muerte, junto a Medusa y el resto del universo. Al igual que el resto de las personas y los héroes que murieron a manos de la incursión, el Doctor Doom salva a todos y los pone en su planeta recientemente creado de Battleworld limpiando recuerdos de todo el mundo del universo antes de ella.
Durante la historia de Inhumanos vs. X-Men después de la restauración del universo, Medusa envió a Inferno e Iso para averiguar qué sucedió con Black Bolt mientras ella se prepara para la batalla. Iso e Inferno son perseguidos por Wolverine y el Ángel desplazado en el tiempo. Consiguen encontrar a Eldrac y los envía a través de un portal justo antes de que Wolverine pueda atraparlos. En el otro lado del portal, encuentran al Viejo Logan esperándolos. Mientras Inferno distrae a Logan, Iso descubre a Forja cerca con un dispositivo que los X-Men planean usar para alterar la estructura de la nube de Terrigen para que puedan destruirla. Iso e Inferno logran derrotar a Logan y Forja y destruyen el dispositivo, luego huyen mientras toman prisionero a Forja.
Durante la historia del Imperio Secreto, Inferno se une a los Secret Warriors de Daisy Johnson.

## Poderes y habilidades
Como miembro de la rama ficticia de la humanidad, los Inhumanos, Inferno posee fuerza física, durabilidad, velocidad, resistencia y reflejos significativamente mayores que el potencial máximo alcanzable por los humanos. Tiene la capacidad de generar llamas plasmoides a partir del aire sin usar oxígeno ni combustible. Puede crear volcanes desde el suelo que pueden proyectar lava. Cuando Inferno perdió uno de sus brazos, sus poderes de regeneración piroplásmica actuaron como un factor de curación regenerativo y le otorgaron uno nuevo. Bajo su forma volcánica, su cuerpo está cubierto de rocas fundidas en llamas. Inferno también tiene la capacidad de volar.

## En otros medios

### Televisión
- Inferno aparece en Avengers: Ultron Revolution siendo la tercera temporada, la voz de Anthony del Río:[16]
  - En el episodio 9, "Inhumanos entre nosotros". Esta versión se vive en Maple Falls, en el norte de Nueva York y vivía una vida normal hasta que una nave de Inhumanos llevado por Seeker y Alphas Primitivos se estrellan en las montañas cercanas. Como resultado, la Niebla Terrigena fue liberado de la nave y Dante se vio afectado. Tanto los Vengadores y los Inhumanos conocen el capullo Terrigena dentro de un edificio. Mientras que los Vengadores y los Inhumanos estaban luchando, Seeker monitoreó el capullo Terrigena hasta que surgió Dante como Inferno y se lanzó al ataque. Los Vengadores y los Inhumanos tuvieron que trabajar juntos para luchar contra Inferno. Hulk y Lockjaw regresan con un cristal Terrigena, los Vengadores y los Inhumanos fueron capaces de utilizarlo como parte de un dispositivo que dispersa la niebla Terrigena suficiente para Inferno y los Alphas primitivos para empezar a actuar como ellos. Ahora en el control de sus habilidades, Dante se hace amigo de los Inhumanos, donde retoma su oferta de vivir en tiempo parcial en Attilan.
  - En el episodio 10, "La Condición Inhumana", Inferno es uno de los Inhumanos que fueron capturados por Ultron. Durante este tiempo, Infierno era lo que se llevaba un traje especial que es inmune a sus habilidades de fuego. Seeker reveló a los Vengadores que la Terrigenesis de Inferno fue el resultado de él, que es un descendiente de Inhumanos. Más tarde es liberado por los Vengadores.
  - En el episodio 11, "Los Chicos están Bien", Capitán América y Iron Man encuentran a Inferno en su lucha contra un robot Ultron callejero donde su lucha les lleva a un hotel. Con la ayuda de la nueva amiga de Inferno, Ms. Marvel, el Capitán América, Iron Man e Inferno destruyen el robot Ultron callejero. Capitán América después les da Inferno y Ms. Marvel, en un recorrido por la torre que se interrumpe cuando el viejo enemigo de Iron Man, el Fantasma hace un ataque. Inferno y Ms. Marvel trabajan con el Capitán América, Iron Man, Hawkeye y Falcón para derrotar al Fantasma.
  - En el episodio 23, "Civil War, Parte 1: La Caída de Attilan", Inferno está siendo cada vez más control de sus poderes. En el momento en que Maximus estaba siendo llevado para ser encarcelado, usa el control mental en Inferno perdiendo el control de modo que su fuego se activó la bomba Terrigena que nivela a Nueva Attilan. Después de Hulk golpea a Inferno desde el control de Maximus siendo liberado, Inferno se entrega al político Truman Marsh, quien estableció una Ley de Registro de Inhumanos.
  - En el episodio 26, "Civil War, Parte 4: La Revolución de los Vengadores", Inferno es uno de los Inhumanos que son controlados por la mente de Ultron utilizando los disquetes de inscripción en sus cuellos. Durante la pelea en una antigua instalación que se utilizó previamente por Howard Stark, Hulk se sometió a Inferno por orden de Iron Man para poner a prueba la frecuencia que anularía los discos de registro que Ultron utiliza para controlar a los Inhumanos. Este experimento fue un éxito.

### Película
- En diciembre de 2017 Marvel anunció que Tyler Posey interpretaría a Inferno en la película de animación de 2018, Marvel Rising: Secret Warriors.[17]

### Videojuegos
- Inferno aparece como un personaje jugable en Marvel Future Fight.[18][19][20]
- Inferno aparece como un personaje jugable en Lego Marvel Super Heroes 2.[21]
- Dante Pertuz/Inferno aparece como un personaje jugable en Marvel Avengers Academy,[22] con la voz de Kevin Andrew Rivera.[23]
- Dante Pertuz aparece como un personaje secundario en Marvel's Avengers,[24] con la voz de Michael Johnston.[25]